# Spowalniacz antyprotonów
Spowalniacz antyprotonów – pierścień akumulacyjny w laboratorium CERN w Genewie. Został zbudowany jako następca LEAR, został uruchomiony w 2000 roku. Spowolnione antyprotony są przeznaczane do jednego z kilku powiązanych eksperymentów.

## Eksperymenty z użyciem spowalniacza
| Ekspe ryment | Nazwa kodowa | Prowadzący           | Nazwa robocza | Zapropo nowano       | Zatwiero dzono    | Rozpoo częty        | Zakońo czony      | Link                                                                             | Strona web |
| ------------ | ------------ | -------------------- | --- | -------------------- | ----------------- | ------------------- | ----------------- | -------------------------------------------------------------------------------- | ---------- |
| AD1          | ATHENA       | Alberto Rotondi      | Wytwarzanie atomów antywodoru i precyzyjne eksperymenty                                                                            | 20 października 1996 | 12 czerwca 1997   | 6 kwietnia 2001     | 16 listopada 2004 | SPIRES Grey Book. greybook.cern.ch. [zarchiwizowane z tego adresu (2012-08-02)]. | Website    |
| AD2          | ATRAP        | Gerald Gabrielse     | Zimny antywodór dla precyzyjnej laserowej spektroskopii                                                                            | 25 marca 1997        | 12 czerwca 1997   | 12 lutego 2002      | w trakcie         | SPIRES Grey Book. greybook.cern.ch. [zarchiwizowane z tego adresu (2012-08-02)]. | Website    |
| AD3          | ASACUSA      | Ryugo Hayano         | Atomic spectroscopy and collisions using slow antiprotons (Atomowa spektroskopia i kolizje przy użyciu spowolnionych antyprotonów) | 7 października 1997  | 20 listopada 1997 | 12 lutego 2002      | w trakcie         | SPIRES Grey Book. greybook.cern.ch. [zarchiwizowane z tego adresu (2012-08-02)]. | Website    |
| AD4          | ACE          | Michael Holzscheiter | Biologiczna efektywność i obwodowe uszkodzenie przy anihilacji antyprotonów                                                        | 21 sierpnia 2002     | 6 lutego 2003     | 26 stycznia 2004    | 24 września 2013  | Grey Book                                                                        | Website    |
| AD5          | ALPHA        | Jeffrey Hangst       | Antihydrogen laser physics apparatus                                                                                               | 21 września 2004     | 2 czerwca 2005    | 18 kwietnia 2008    | w trakcie         | Grey Book                                                                        | Website    |
| AD6          | AEGIS        | Gemma Testera        | Antihydrogen experiment gravity interferometry spectroscopy                                                                        | 8 czerwca 2007       | 5 grudnia 2008    | 28 września 2014    | w trakcie         | Grey Book                                                                        | Website    |
| AD7          | GBAR         | Patrice Perez        | Gravitational Behaviour of Anti Hydrogen at Rest                                                                                   | 30 września 2011     | 30 maja 2012      | 3 października 2012 | w przygotowaniu   | Grey Book                                                                        | Website    |
| AD8          | BASE         | Stefan Ulmer         | Baryon Antibaryon Symmetry Experiment                                                                                              | kwiecień 2013        | 5 lipca 2013      | 9 września 2014     | w trakcie         | Grey Book                                                                        | Website    |
| AD9          | PUMA         | Alexandre Obertelli  | antiProton Unstable Matter Annihilation                                                                                            | 29 września 2019     | 17 marca 2021     | brak danych         | w przygotowaniu   | Grey Book                                                                        | -          |